# 紫金港校区图书信息大楼
紫金港校区图书信息大楼是位于浙江大学紫金港校区的一幢大楼，是浙江大学的图书与信息中心（信息中心、图书馆）。大楼建筑面积4.2万平米，建筑高度: 79.05米，由浙江大学建筑设计研究院设计，浙江八达建设公司负责施工。2001年9月1日开工，2003年12月1日竣工，曾获得鲁班杯荣誉。该楼是浙大紫金港校区的标志性建筑。